# Света Богородица (арменска църква в Силистра)
„Света Богородица“ (на арменски: Սուրբ Աստվածածին, Сурп Аствадзадзин) в Силистра е най-старата арменска църква на територията на България и сред малкото толкова стари арменски църкви по света.
Създадена е през 1620 година. Оригиналното име на църквата е било „Свети Григорий Просветител“. Църквата чества 390 години от създаването си с голям празник през 2010 г.
Разположена е в широкия център на Силистра, като разполага с голям двор от 1800 м². В двора има и малка училищна сграда, която не се ползва от години.
В последните 10 години църквата няма свой свещеник, а 2 пъти в месеца свещеник от черквата в Русе гостува за служба в неделя.
Църквата разполага с уникално изографисан купол, ценна сбирка от книги на арменски език и старинни предмети.
- Арменската църква „Света Богородица“
- Камъкът „1620“